# Collège Calvin
Pour les articles homonymes, voir Calvin.
Ne doit pas être confondu avec Calvin College.
Le Collège Calvin, qui porte ce nom depuis 1969, et qui a été fondé en 1559 sous le nom de Académie de Genève, est une école de maturité du canton de Genève situé au numéro 2 de la rue Théodore-de-Bèze dans la vieille-ville de Genève.
Contrairement à Bâle, où la première université de Suisse a encore été fondée avant la Réforme en 1460, Jean Calvin a choisi cent ans plus tard de fonder une école supérieure indépendante sans statut universitaire, ce qui aurait en effet supposé l'accord du pape à Rome, posant ainsi néanmoins la première pierre de ce qui est aujourd'hui la plus ancienne école de maturité de Suisse.

## Fouilles archéologiques
La cour du Collège Calvin se situe dans la continuité de deux sites majeurs de l'extrémité orientale de la Cité, à savoir l'ancienne prison Saint-Antoine et l'esplanade du même nom. En 2008 déjà, un sondage creusé dans la partie ouest de la cour a révélé trois tombes, toutes datées des IVe et Ve siècles de notre ère. Ces inhumations font partie d'un cimetière établi sans doute vers la fin du IIIe siècle hors de l'enceinte de la ville antique. D'autres tombes avaient déjà été découvertes en 1841 dans ce secteur, de même que 24 amphores. En été 2014, une série de fosses a été creusée pour une plantation d'arbres. On a alors retrouvé les fondations d'un mur de la courtine qui reliait la porte Saint-Antoine et la tour Sain-Laurent. Un seul autre sondage, à l'est, a livré des couches archéologiques en place, avec du matériel céramique daté entre 120 et 70 av. J.-C. et remontant à la période de La Tène.

## Histoire

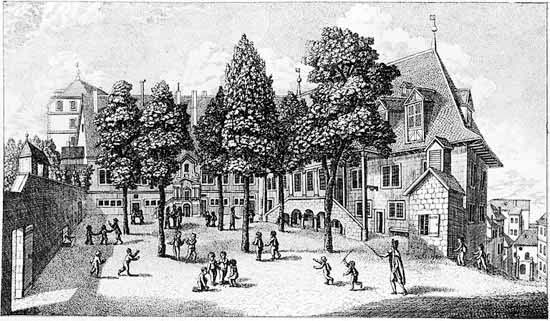
Représentation du collège Calvin en 1810

Préoccupé du développement de l'instruction publique à Genève, le conseil général décide en 1428 de faire construire le premier collège de Genève, conçu comme une école destinée à toute la population genevoise. Le premier collège gratuit de Genève, le collège de Rive, est créé en 1429 grâce au financement de François de Versonnex, syndic et riche commerçant.
En adhérant à la Réforme protestante, le 21 mai 1536, les Genevois décident de remodeler l'enseignement et de le rendre obligatoire et gratuit. Inspiré par l'exemple des écoles fondées par les Frères de la vie commune et par l'idéal humaniste incarné par Jean Sturm de Strasbourg, fondateur du réputé Gymnase Jean-Sturm à Strasbourg, et son ancien maître Mathurin Cordier, Jean Calvin voit la nécessité de transformer l'institution. C'est le 29 mai 1559 que sont promulguées les Leges Academiae Genevensis (Ordre du Collège de Genève) qui donnent à Genève un établissement d'enseignement secondaire mais aussi une université. Le collège, dirigé par Théodore de Bèze, connaît alors un rapide succès et atteint 2000 élèves en 1566, deux ans après la mort de Calvin, alors que Genève ne compte encore que 15 000 habitants.
Jusqu'au XIXe siècle, le programme demeure pratiquement inchangé. Il faut attendre le XVIIIe siècle pour que les études s'ouvrent aux sciences. Nullement affecté par l'occupation française, le programme ne connaît de changements sensibles que dans les années 1830. Ainsi, l'enseignement des langues vivantes étrangères est introduit et l'on met fin à la pratique des châtiments corporels.
Avec l'introduction de la mixité en 1969, l'ancien Collège de Genève prend le nom de Collège Calvin et l'ancienne École supérieure de jeunes filles celui de Collège Voltaire.

## Bâtiments

### Fondation
En janvier 1558, les travaux démarrent sous la direction de Pernet Desfosses. Deux mois plus tard, les travaux commencent et, dès le début du mois de novembre, les cours débutent dans le bâtiment central. Le porche de ce bâtiment présente la caractéristique d'une construction de style Renaissance présentant, dans ses ogives, une persistance de la tradition médiévale. Les clés de voûte portent pour leur part des inscriptions en hébreu, grec, français en allemand. Le bâtiment est totalement achevé durant l'année 1559.
En 1560, le Conseil de la République décide l'édification du bâtiment sud qui est confiée à Jehan Budé et Ami de Chasteauneuf. Il concentre toute l'attention car elle doit abriter les premières classes, les logements des lecteurs, l'appartement du principal et la bibliothèque placée dans les combles. Achevé en 1561, sa façade sur cour combine la brique et la pierre sur le modèle de l'architecture de l'époque pratiquée sur les bords de la Loire. Le bas-relief en marbre qui orne ce bâtiment serait quant à lui dû à un élève de Jean Goujon et serait sans doute originaire de France au regard de la couronne entourée de fleurs de lys placée au-dessus des armes de Genève.

### Agrandissements, annexes et transformations
Plusieurs bâtiments viennent compléter ceux du XVIe siècle, dans l’environnement immédiat des bâtiments historiques. En 1837 un petit bâtiment d’un seul niveau donne une forme de « U » à l’ensemble. En 1841 et 1888, le bâtiment sud du collège est allongée. Un portique et une terrasse sont construits au long de la rue Théodore-de-Bèze, côté est, en 1863 et 1938. Des salles de cours sont ajoutées en 1822 et 1891, une annexe dès 1957.
Entre 1886 et 1888, le bâtiment central avec son escalier double est transformé sous la direction de l'architecte de la ville Louis Viollier : un clocheton est ajouté, le plancher du premier étage est relevé (pour améliorer les classes du rez). Dans les années 1950, on considère que l'aspect général de ce bâtiment a été « faussé », il est décidé de lui redonner ses proportions du XVIe siècle. En 1959, sous la direction de l’architecte Marcel Bonnard, l’antique lucarne remplace le clocheton, les escaliers sont refaits, la molasse du parapet est remplacée par de la pierre de Morlaix, les linteaux sont abaissés et l’avant-toit retrouve son aspect original.
Dans les années 1970, autant le Collège Calvin que son voisin le Palais de justice sont à l’étroit. Un projet adopté par le Conseil d’État en 1975 propose de détruire l’ancienne prison de Saint-Antoine et d’y construire un bâtiment destiné à l’enseignement (pour 2 000 m2) et aux activités judiciaires. La commission parlementaire de l’enseignement et de l’éducation constate « l’exiguïté des salles et lieux, mal équipés, trop chauds ou trop froids, exposés au bruit de la rue (…), au va-et-vient des élèves, à l’étroitesse de la cafeteria, de l’infirmerie, de la salle de musique, de la discothèque, de la salle d’activités créatrices. L’absence de salle de travail pour les maîtres et pour les élèves, (…) surtout d’une aula, telle qu’en possèdent tous les autres collèges ». Le bâtiment de la prison de Saint-Antoine sera finalement conservé.
L’école des Casemates, située de l’autre côté du boulevard Émile-Jacques-Dalcroze (dans le prolongement du Musée d’art et d’histoire) est alors une annexe permettant à 350 élèves de suivre des cours. Ce bâtiment doit être restitué à la Ville de Genève en 1988. Le État de Genève construit en 1984-1987 un grand bâtiment pour un coût de 42 millions de francs, à l’angle de la rue Ferdinand-Hodler et du boulevard Émile-Jacques-Dalcroze, là où se trouvaient le bâtiment des objets trouvés, l’ancienne salle de gymnastique, l’immeuble des pompiers et un « baraquement ». Il accueille des locaux pour l’enseignement des sciences, des laboratoires, des ateliers d’art visuel, trois salles de gymnastique avec leurs locaux annexes. On y trouve aussi le centre informatique cantonal de l’enseignement secondaire et des locaux administratifs.
En 1990 est réalisée une aula, aussi utilisée comme salle de spectacles, nommée « Salle Frank Martin ».
Les bâtiments historiques et la cour sont rénovés de 2008 à 2015. Les façades ont été colmatées et le crépi refait, les fenêtres réparées et quelques pierres remplacées. Les tuiles ont été remplacées (en conservant leurs formes et couleurs d’origine) et le maître d’ouvrage a découvert que la charpente de 1559 était en très bon état. Ces travaux ont été conduits par l'architecte Yves Omarini et ont été récompensés par Patrimoine Suisse Genève en juin 2018, dans le cadre de l’Année européenne du patrimoine culturel. Le conseiller aux États Robert Cramer a dit son admiration pour ce bâtiment exceptionnel : « C’est de là que s’est construite la Rome protestante, son élite. Ce sont également les prémices de l’école gratuite, celle qui sera, bien plus tard, ouverte à tous ».

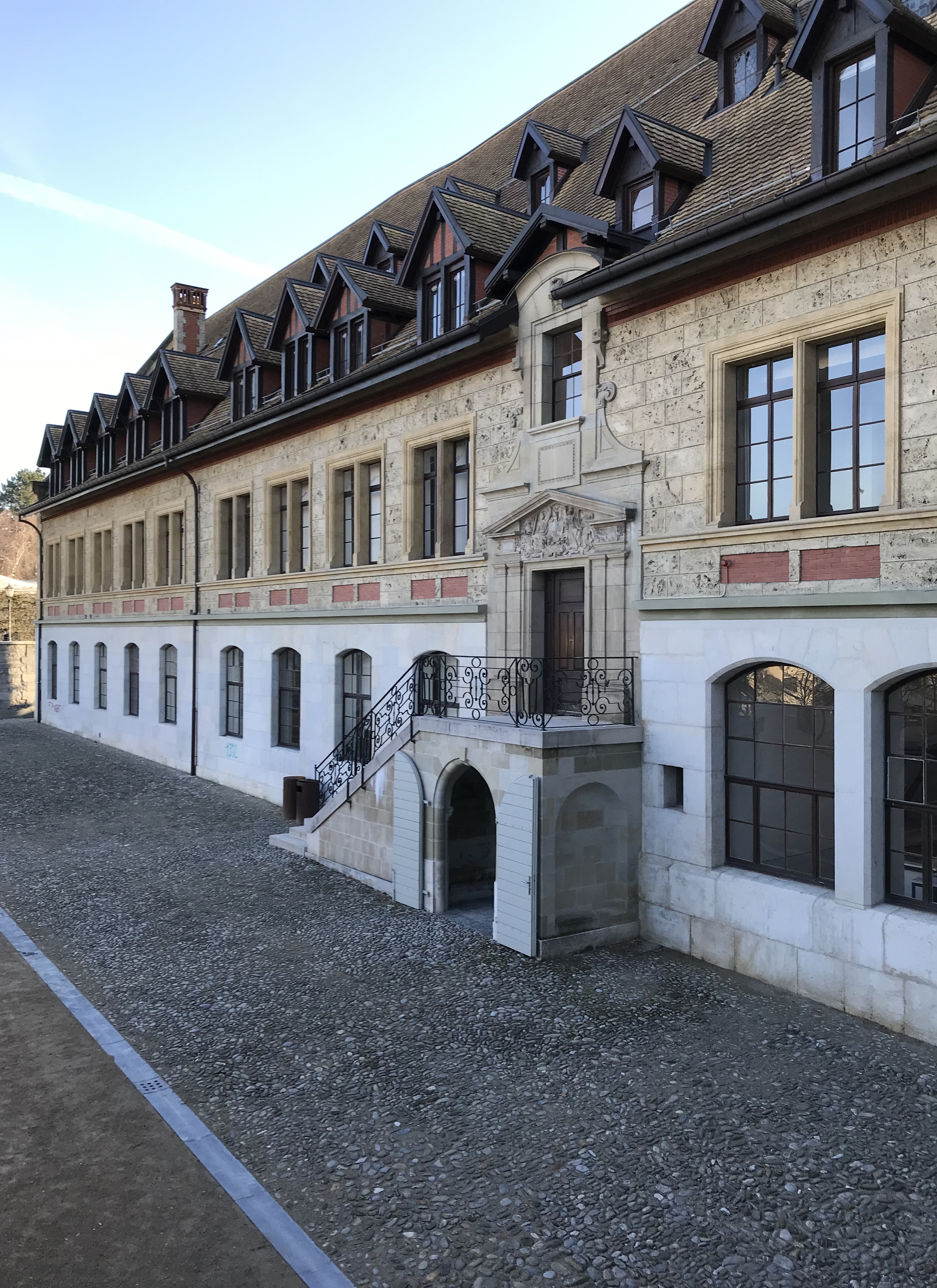
Façade du bâtiment sud.
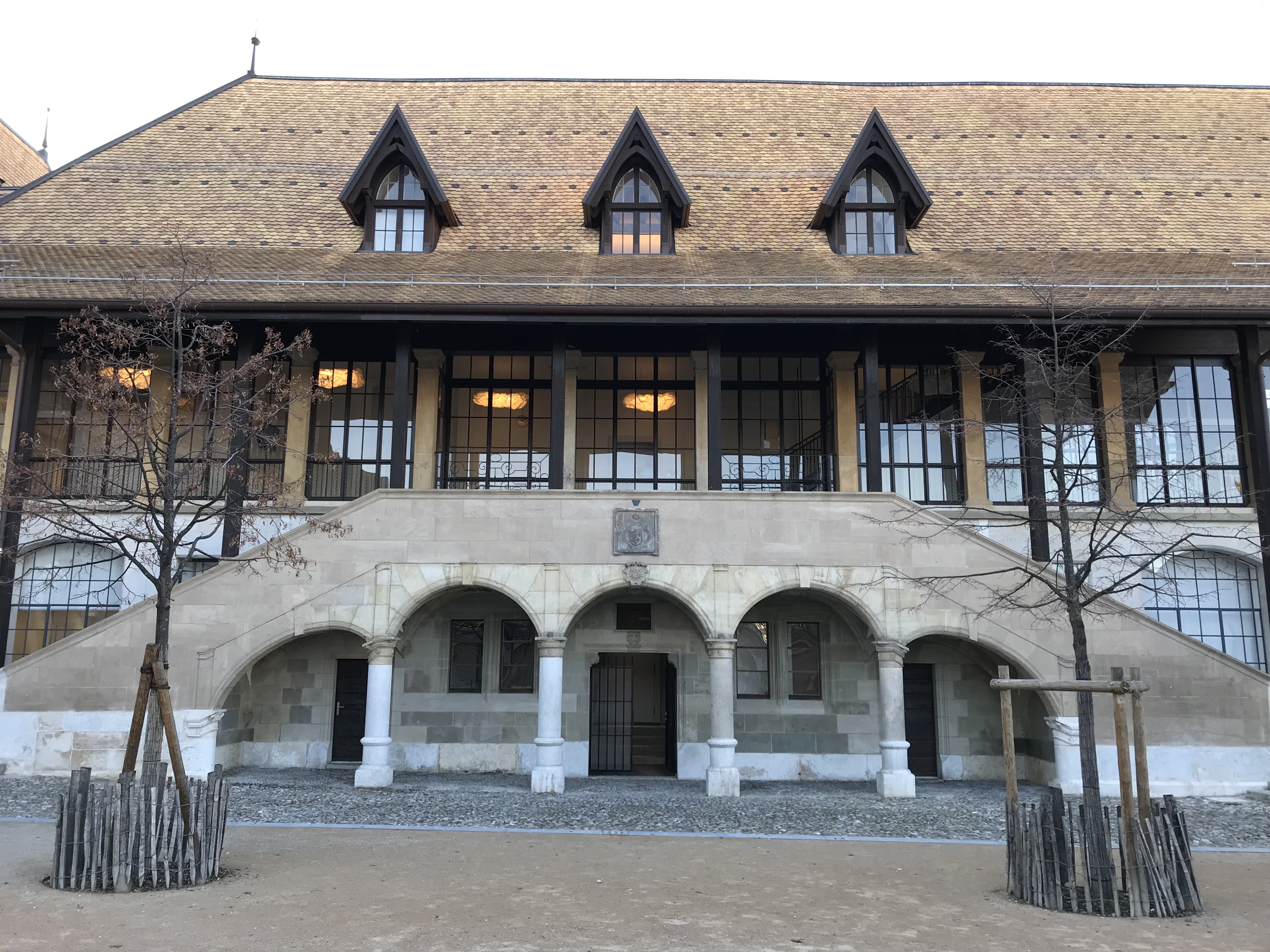
Façade du bâtiment central.
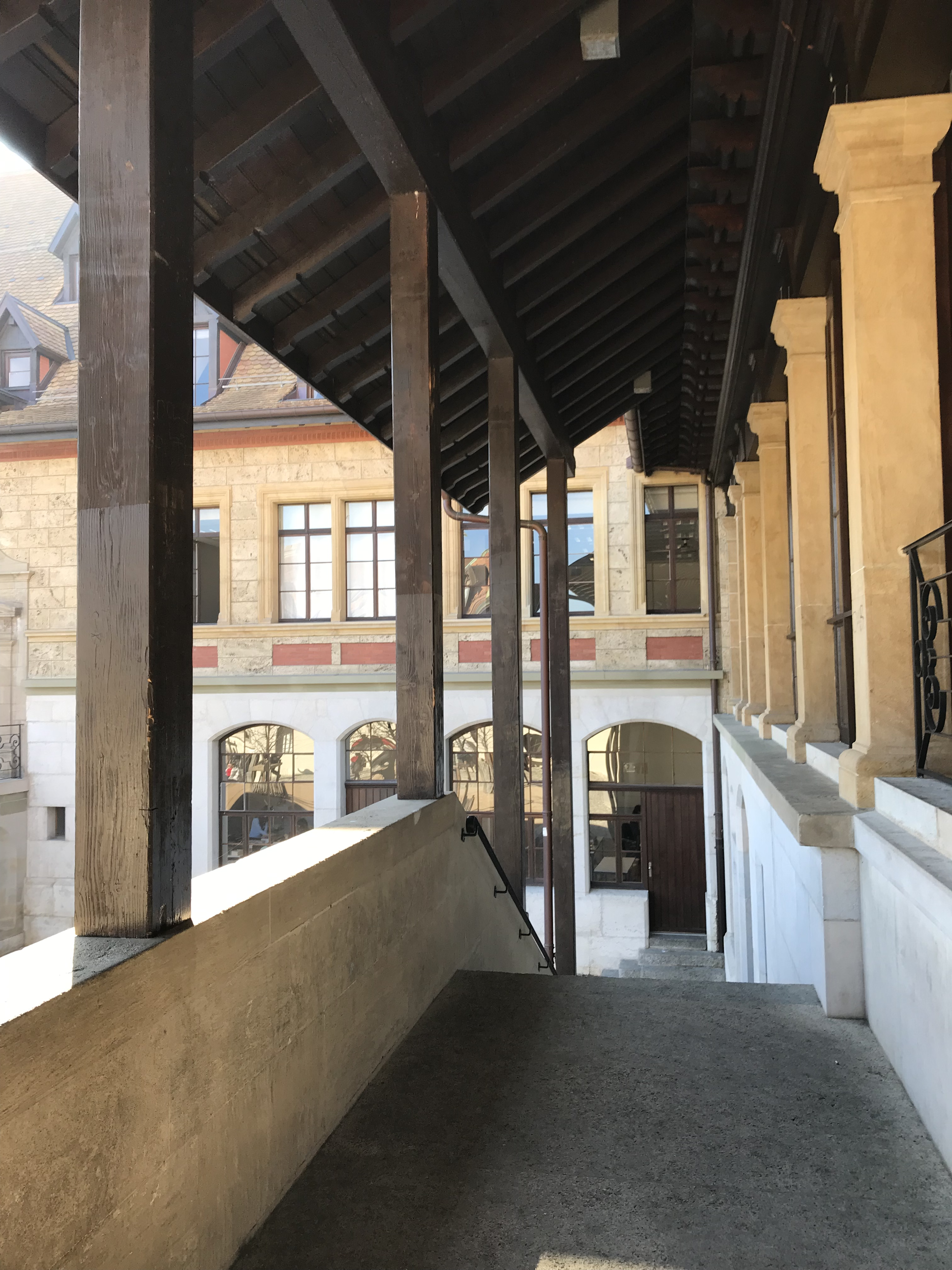
Porche du bâtiment central.
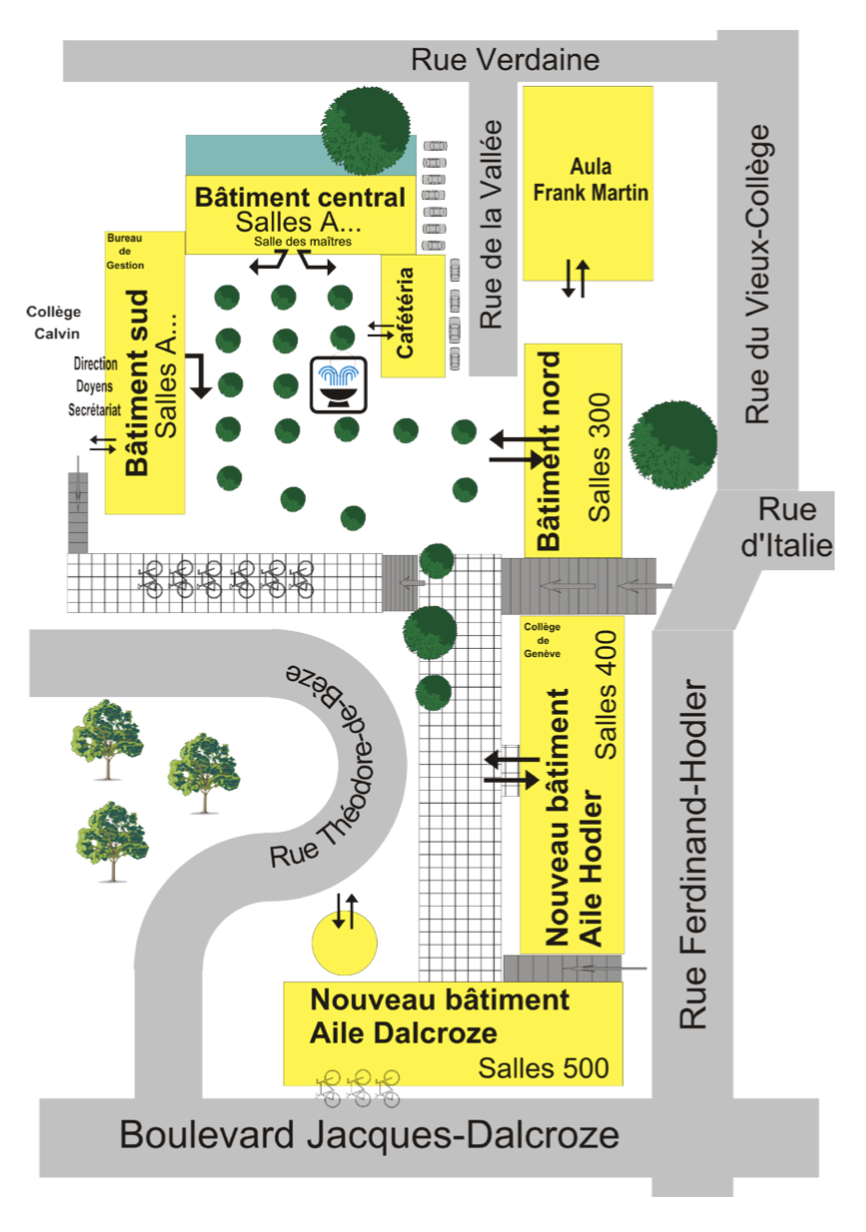
Plan du collège.
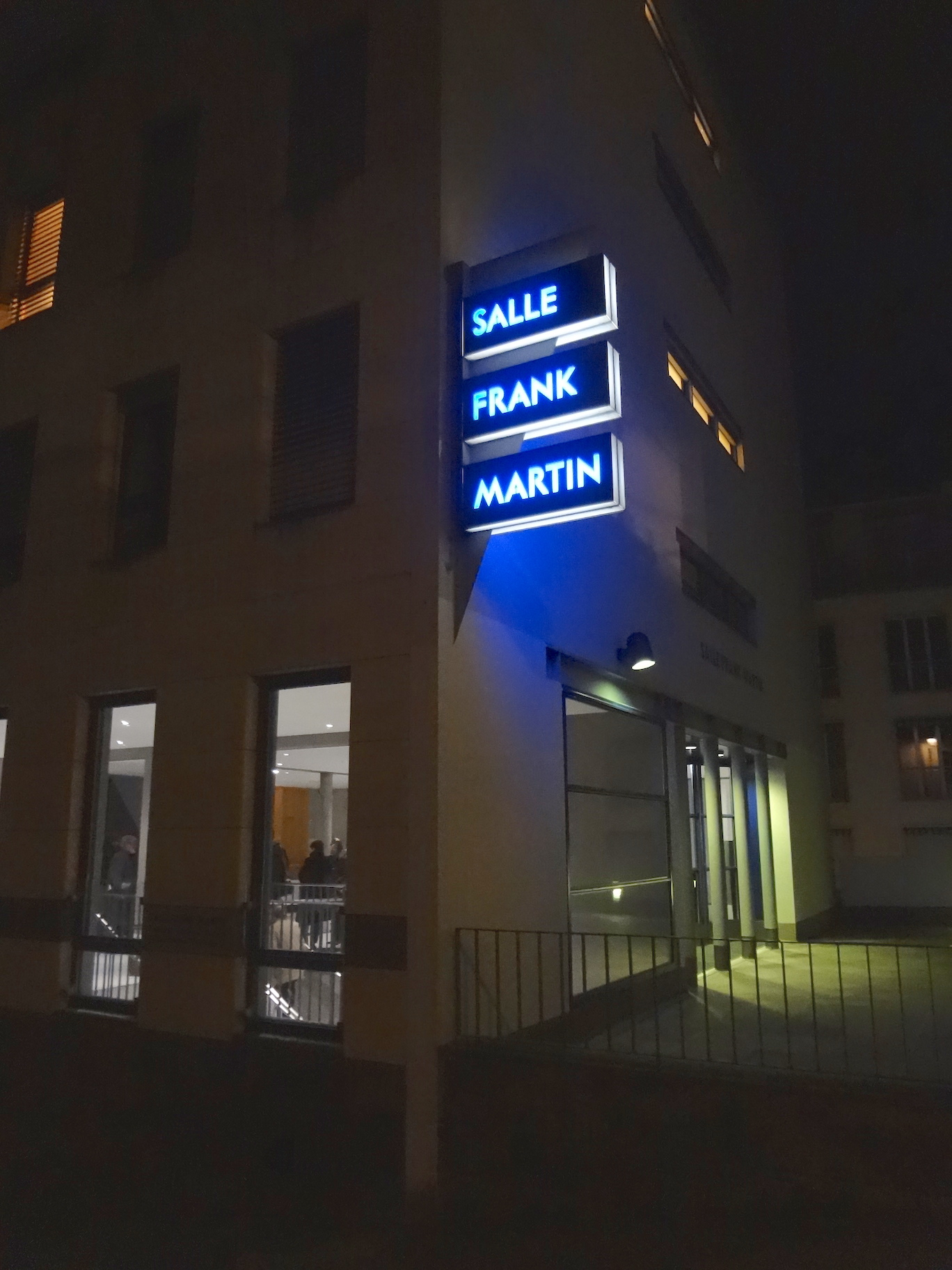
Salle Frank Martin.

## Élèves célèbres
Parmi les élèves ayant fréquenté le collège, on notera : 
- François d'Ivernois (1757-1842), avocat, auteur (essayiste) et personnalité politique suisse[14] ;
- Rodolphe Töpffer (1799-1846), pédagogue, écrivain, politicien et auteur de bande dessinée suisse, considéré comme le créateur et le premier théoricien de cet art ;
- Gustave Moynier (1826-1910), juriste suisse et fondateur de l'Institut de droit international ;
- Henry Dunant (1828-1910), homme d'affaires, humaniste suisse et fondateur du Comité international de la Croix-Rouge ;
- Augustus Desiré Waller (1856-1922), médecin physiologiste britannique, fils de l'anatomiste Augustus Volney Waller ;
- Ferdinand de Saussure (1857-1913), linguiste suisse ;
- Michel Simon (1885-1975), acteur ;
- Hector Hodler  (1887-1920) , fils du peintre Ferdinand Hodler, pacifiste suisse fondateur de l'Association mondiale d'espéranto ;
- Edmond Privat  (1889-1962), journaliste, écrivain et pacifiste suisse, espérantiste ;
- Friedrich Glauser (1898-1936), auteur de romans policiers ;
- Jorge Luis Borges (1899-1986), écrivain argentin de prose et de poésie ;
- Marcel Junod  (1904-1961) , médecin suisse délégué de la Croix-Rouge actif entre autres à Hiroshima en 1945 ;
- Jacques Aeschlimann (1908-1975), écrivain et journaliste suisse ;
- Jean Starobinski (1920-2019), historien des idées, théoricien de la littérature et médecin psychiatre suisse ;
- Jean-Claude Fontanet (1925-2009), romancier suisse de langue française [N 1] ;
- Nicolas Bouvier (1929-1998), écrivain, photographe, iconographe, voyageur suisse connu pour son livre l'usage du monde
- Baudouin (1930-1993), cinquième roi des Belges de 1951 à 1993 ;
- Albert II (1934- ), sixième roi des Belges de 1993 à 2013 ;
- Pierre de Senarclens (1942- ), professeur honoraire de relations internationales à l’université de Lausanne, vice-président de la Croix-Rouge suisse, directeur de la division des droits de l’homme et de la paix à l’UNESCO et un des fondateurs de l'Organisation mondiale contre la torture.